# Christoph Metzelder
Christoph Tobias Metzelder, nemški nogometaš, * 5. november 1980, Haltern, Zahodna Nemčija.